# Vogelnest

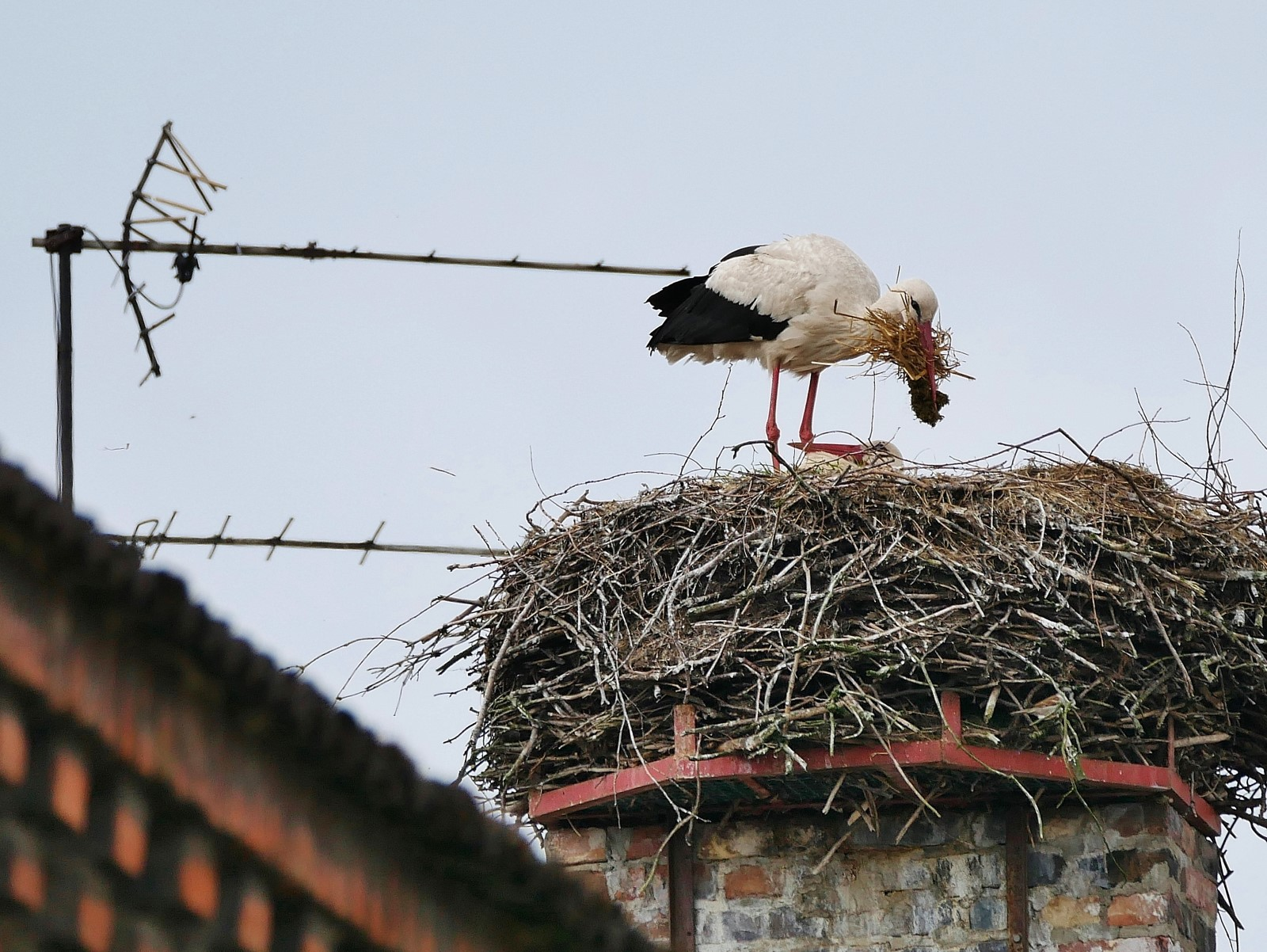
Das große Nest der Störche wird auch Horst genannt.

Das Vogelnest, das die meisten Vögel zur Fortpflanzungszeit anlegen oder renovieren, ist eine arttypische Konstruktion, die das Überleben der Nachkommen sichern soll. Für ein großes Nest, wie es Weißstörche oder Habichte bauen, hat sich der Begriff Horst durchgesetzt.

## Nistplatz

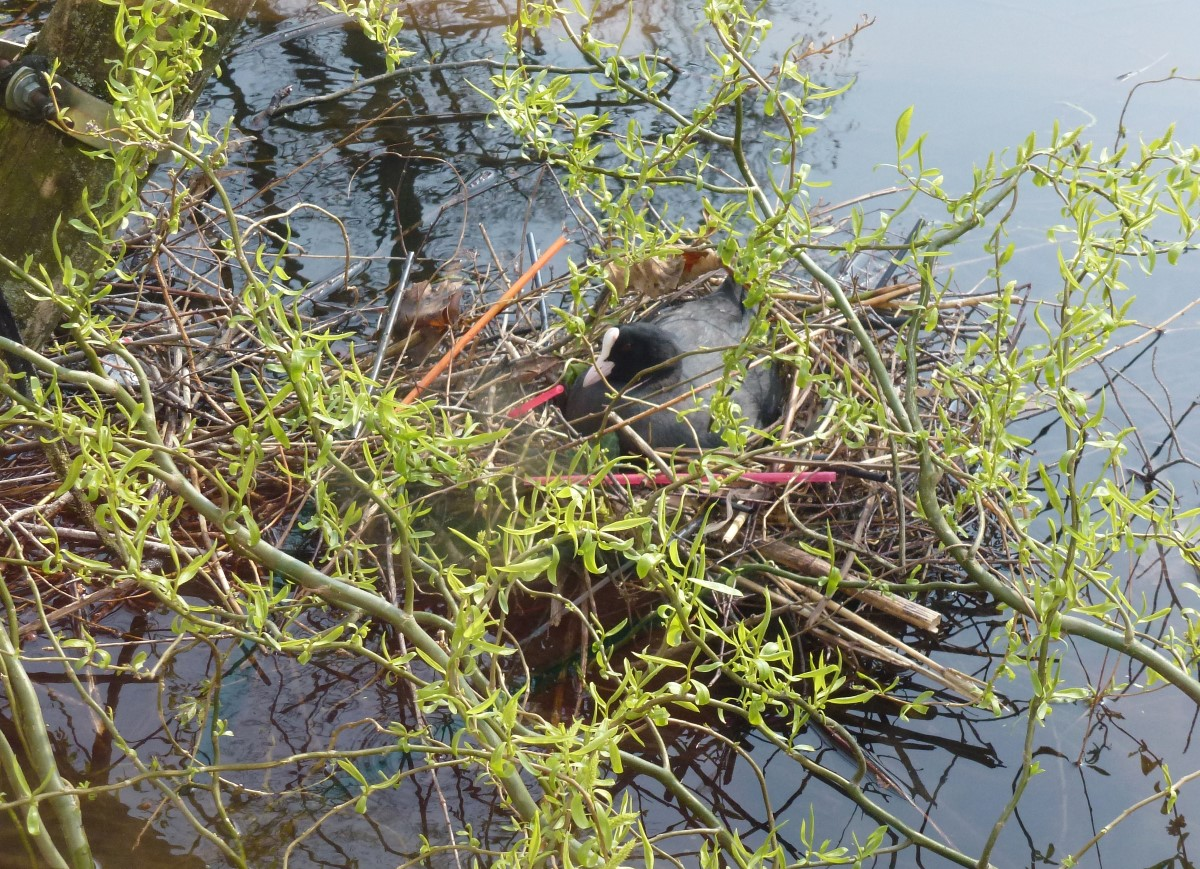
Schwimmendes Nest einer Blässralle

Vögel bauen aus diversen Materialien ein mehr oder weniger komplexes Nest, um so in einem geschützten Bereich die Eier auszubrüten und ihre Jungen zu versorgen. Die Konstruktionen sind von Art zu Art sehr verschieden, aber nicht nur die Architekturen unterscheiden sich, sondern auch die Lage. Hoch oben in Baumwipfeln legen zum Beispiel Elstern, Habichte und ursprünglich auch die Weißstörche ihr Nest an. Auf dem Boden brüten in einer flachen Mulde und ohne wirkliche Nestanlage zum Beispiel Kiebitze und Seeregenpfeifer. Viele kleine Singvögel brüten in der Krautschicht über dem Boden und im Buschwerk.
Manche Vogelarten konstruieren ihr Nest unmittelbar auf dem Wasser, indem sie trockene Halme und Wasserpflanzen kreuz und quer übereinanderlegen. Solche Schwimmnester bauen zum Beispiel die Haubentaucher und die Blässrallen. Andere Arten legen im mehr oder minder lehmigen Steilufer Brutröhren an, dazu zählen etwa die Bienenfresser und Uferschwalben. Dann gibt es noch Vogelarten wie die verschiedenen Spechtarten, die in Baumhöhlen brüten. Insbesondere unter diesen Höhlenbrütern finden sich Arten, die ihre Nester in Hohlräumen oder Nischen von Gebäuden anlegen. Sie werden auch als Gebäudebrüter bezeichnet.

## Nesttypen
Es gibt diverse Versuche, Vogelnester ihrer Form oder Anlage nach zu kategorisieren. Die wesentlichen Nesttypen im Vogelreich sind leicht unterscheidbar:
- Plattform: mit lose zusammengepacktem Material auf dem Land oder dem Wasser; wie bei Schwänen, Tauben und Reihern;
- Nestmulde: mit einer ausgescharrten Vertiefung, die mit Federn oder Pflanzenmaterial ausgepolstert wird; verbreitet bei Gänse- und Entenarten;
- Napfförmiges Nest: aus verwobenen Pflanzenfasern aufgebaut; bei vielen Singvögeln üblich;
- Baumhöhle: vornehmlich in alten Bäumen; bekannt bei Spechten, Meisen, Kleibern und Eulen;
- Erdhöhle: in Form einer Röhre in Sand- und Lehmgruben; wie bei Bienenfressern, Eisvögeln und Uferschwalben;
- Haufennest: aus schlammiger Erde gebaut und mit einer Mulde; typisch für Flamingos;
- Kugelnest: mit Dachkuppel oder komplex gewebt; wie bei Zaunkönig, Schwanz- und Beutelmeisen sowie Webervögeln;
- Lehmnest: aus Erde und Schleim gebaut, klebt es an einer Fels- oder Hauswand; typisch für Schwalben, Kleiber[3] und Mauersegler.

## Nestbau-Techniken

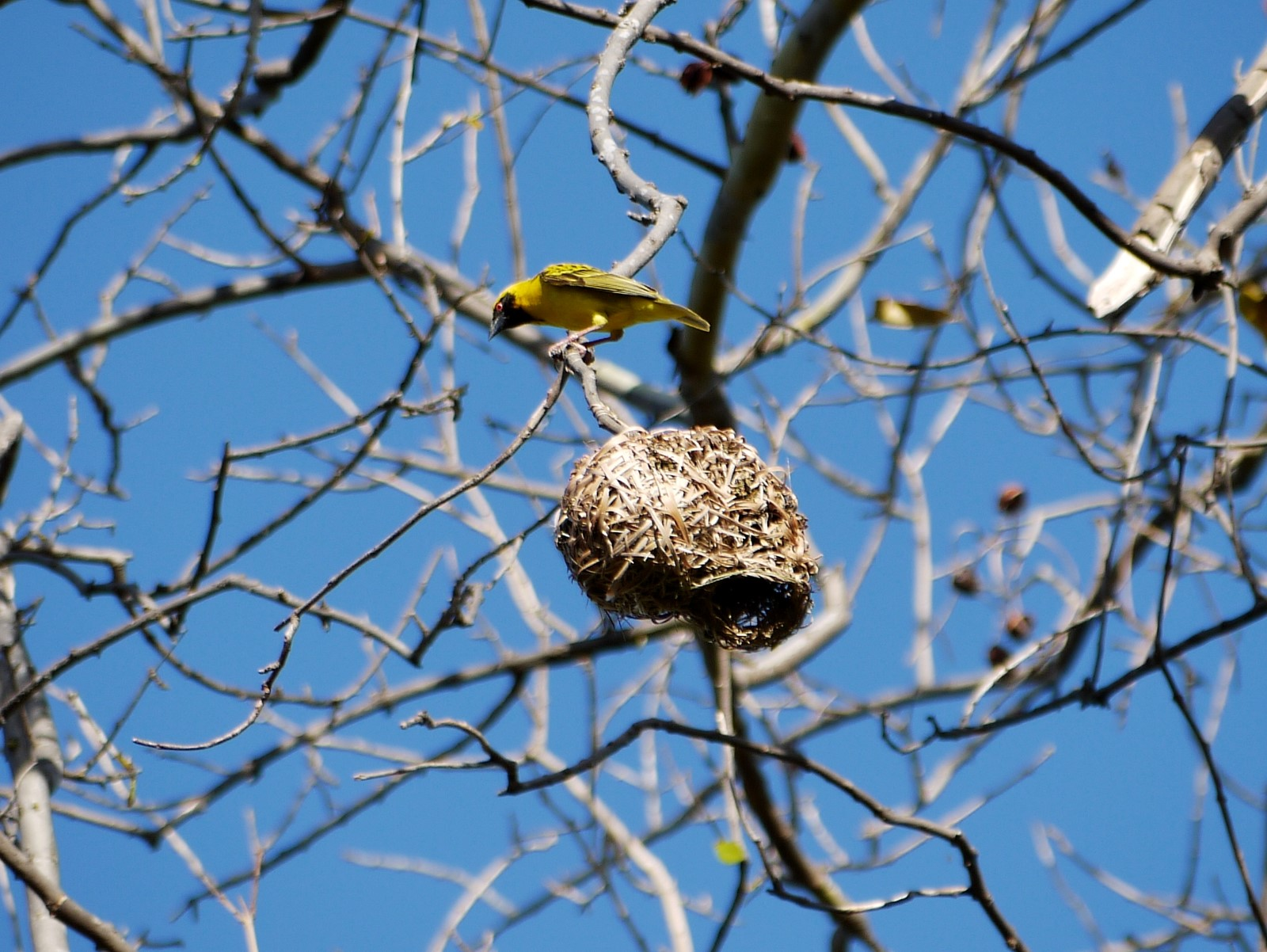
Geflochtenes Nest eines Webervogels

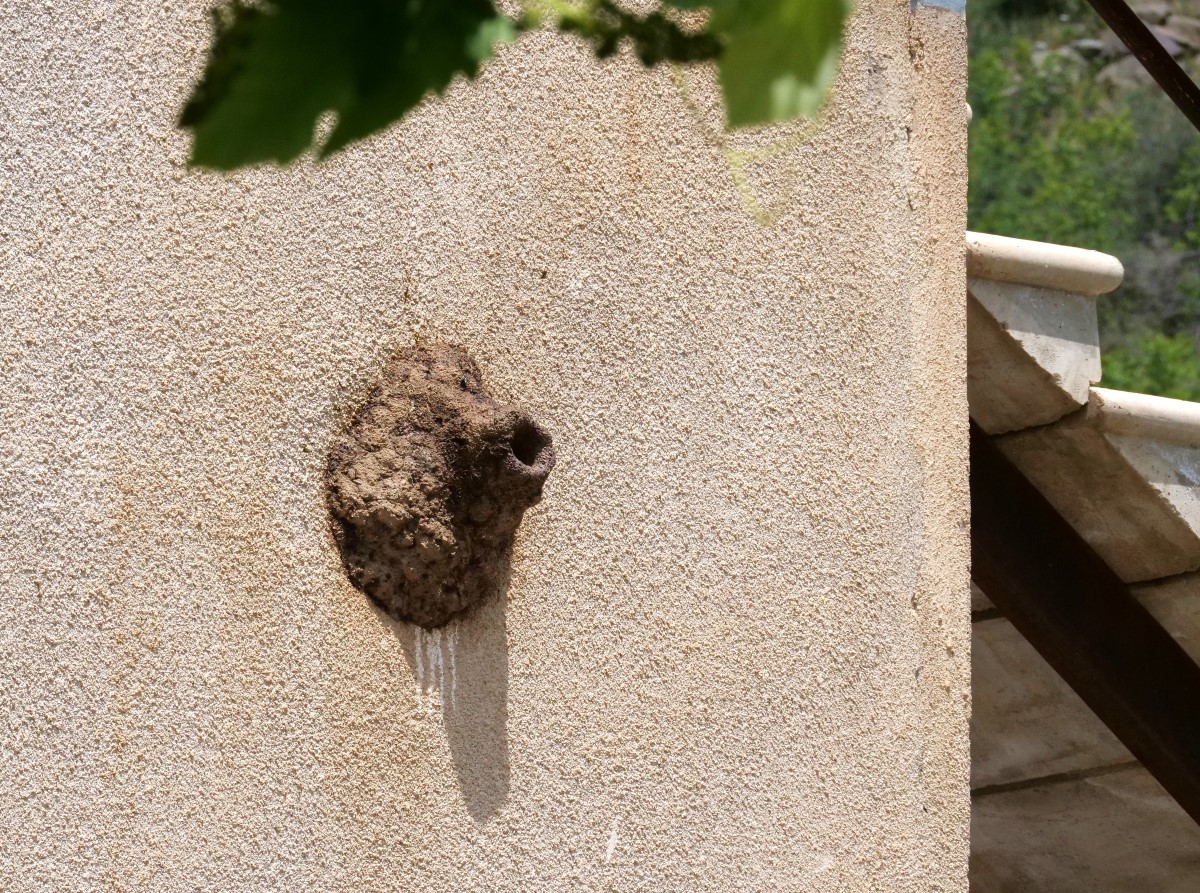
Lehmnest mit Eingangsröhre eines Klippenkleibers an Hauswand (Armenien)

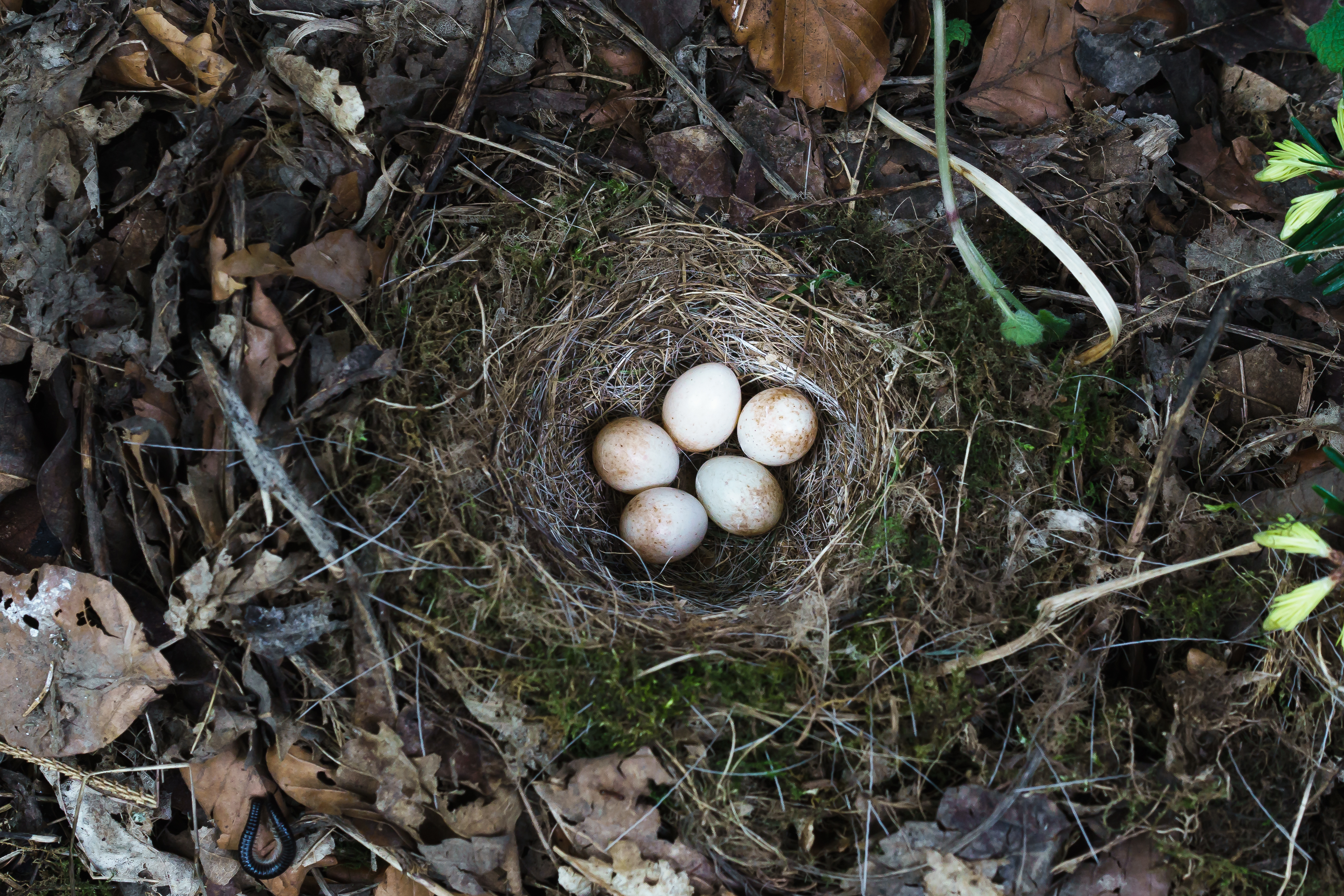
Nest eines Bodenbrüters (Rotkehlchen)

Eine besondere Perspektive auf das Vogelnest hatte der Begründer der deutschen Vogelkunde Johann Friedrich Naumann, der die Aktivität der Vögel in den Vordergrund stellte. Er unterschied folgende Gruppen nach ihrem handwerklichen Einsatz und Geschick:
- Miniervögel, die „an steilen Ufern oder Sand- und Lehmwänden Löcher mit mehr oder weniger waagerechten Gängen graben oder Felsspalten erweitern…“ Beispiele: Uferschwalbe, Eisvogel, Bienenfresser
- Erdnister, die „unmittelbar auf der Erde sich meist nur ein sehr kunstloses Nest bereiten, oft auch nur eine flache Vertiefung […] benutzen.“ Beispiele: Feldlerche, Kiebitz, Lachmöwe
- Maurer, die „ihr Nest aus Lehm und Erde bauen, die sie in nassem Zustande zusammenfügen nach Art der Bauhandwerker…“ . Beispiele: Mehl- und Rauchschwalbe, Flamingo
- Zimmerer oder Meissler, die „mit dem Schnabel in Bäumen sich Höhlen und Nistlöcher herausarbeiten.“ Beispiele: Buntspechte und andere Spechte, Wendehals
- Plattformbauer, die „sich aus Reisig und Ästen flache Nester anlegen.“ Beispiele: Weißstorch, Graureiher und manche Adlerarten
- Korbmacher oder Flechter, die „ihre meist deutlich vertieften Nester sehr locker aus dünnen oder dickeren, meist trockenen Stengeln zusammenflechten.“ Beispiele: Drosseln und Ammern, Haubentaucher
- Weber, die „ein Geflecht aus meist sehr dünnen Halmen, Schafwollfäden und anderen Haaren von Pferden, Kühen […] sorgfältig herstellen.“ Beispiele: Rotkehlchen, Goldammer, Gartenrotschwanz
- Filzmacher oder Filzende, die „Tier- und Pflanzenwolle dazu benutzen, andere feine Baustoffe zu einer dichten Masse zusammenzufilzen.“ Beispiele: Buchfink und Stieglitz
- Leimkünstler oder Kittende, die „mit einem von ihnen abgesonderten leimartigen Klebstoffe kleine Baumaterialien miteinander zusammenleimen.“ Beispiele: Mauersegler (Auskleiden des Nestes) und ihre entfernten Verwandten (Tribus der Salanganen)
- Gewölbebauer, die „das Nest nach oben hin meist mit Laub und Moos wölben…“ Beispiele: Zaunkönig, Schwanzmeise
- Schneider, „die ihr Nest durch Zusammennähen von Blättern herstellen.“ Beispiele: die so genannten Schneidervögel (Orthotomus-Arten, die in Mitteleuropa nicht verbreitet sind)
- Wallnister oder Schaufler, die „die Eier in einen großen Haufen verwesenden Laubes oder anderer Pflanzenteile […] einbetten.“ Beispiel: australisches Thermometerhuhn

Naumann wusste, dass seine Einteilung nicht scharf war und manche Vogelarten sowohl der einen als auch der anderen Gruppe zugeordnet werden können. Außerdem ergänzte er, dass manche Arten in Form einer Brutgemeinschaft die Nester anderer Arten mitnutzen – in Storchenhorsten nisten oft Sperlinge – und andere Arten regelrechte Brutschmarotzer sind. Das bekannteste Beispiel ist der Kuckuck, der weder ein Nest baut, noch die eigenen Eier ausbrütet und auch nicht seine Jungen durchfüttert.

## Material für den Nestbau (Nistmaterial)

Luxusnext in einer Brunnenanlage in Dresden

Vögel verwenden zum Nestbau viele verschiedene Materialien oder Baustoffe. Zu dem Nistmaterial, das die Natur ihnen bietet, kommen immer mehr handwerklich oder industriell gefertigte Stoffe hinzu. Baumaterial aus Kunststoff oder Metall ist oft riskant und dysfunktional. Was Vögel für ihr Nest auswählen, hängt von den Angeboten in ihrem Lebensraum ab und vom zu bauenden Nesttypus. Der Nestbau ist in mehr oder minder flexiblen Grenzen angeboren, das heißt je nach Art – mal mehr, mal weniger streng – genetisch fixiert.

### Pflanzliches Material aus der Natur
Vögel, die auf Wiesen, am Rand von Feldern oder in Wäldern leben, in Grünanlagen oder Gärten vorkommen, nutzen pflanzliche Baustoffe, die sie vom Boden auflesen oder von Sträuchern und Zweigen abbrechen. Mit dem Schnabel (Amsel, Storch) oder den Füßen (Habicht) tragen sie diese zum Nest. Bei vielen Nestern besteht die Basis aus einem Geflecht von Zweigen, die durch kleine Wurzeln, Halme, Moos, Farne und andere Fasern ergänzt wird. 
Kunstvoll aus Pflanzenfasern gewebt sind insbesondere die napfartigen Nester von kleinen Singvögeln. Bekannt für die geschickte Verwendung trockener Grashalme sind die Webervögel, die einzeln hängende Beutelnester (Kapweber) oder große Gemeinschaftsnester (Siedelweber) herstellen. Bei kleinen Bodenbrütern (Nachtigall, Rotkehlchen) spielt Moos als Nistmaterial eine große Rolle. Beutelmeise fertigen ihr beutelförmiges Nest aus der Samenwolle von Weiden, Pappeln oder Rohrkolben an. Es ist von feinen Pflanzenfasern durchzogen sind. Das Baumaterial wird mit Spinnfäden zusammengehalten und verfilzt mit der Zeit. Es wird wasserfest.
Elstern gehören zu den Vögeln, die beim Nestbau gezielt dorniges Material verwenden. Bekannt ist das auch für die Töpfervögel. Das Elsternnest hat meist eine lockere Haube, eine Art Baldachin, die aus stacheligen oder stark verzweigen Reisern besteht. Die Konstruktion erschwert Prädatoren den Zugang zu Eiern und Jungvögeln im Nest. Elstern nutzen oft industrielle Materialien aus Metall.

### Nicht-pflanzliches Material aus der Natur

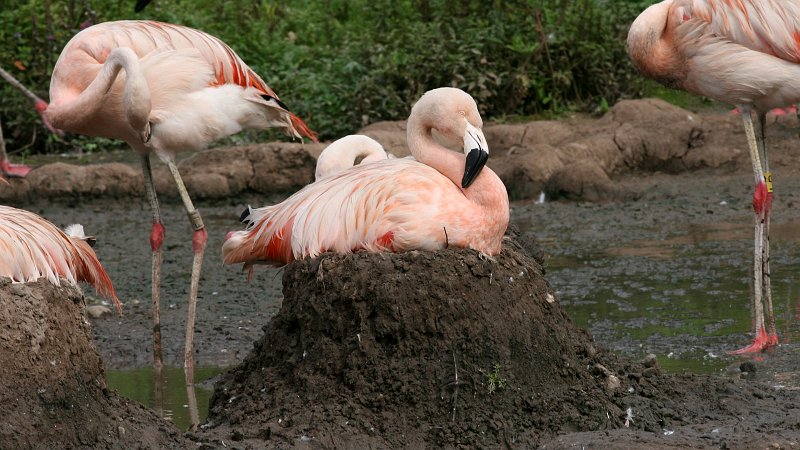
Rosaflamingo brütet auf einem Schlammkegel

Je nach Vogelart werden Tierhaare und Federn in das Nest eingeflochten. Diese weichen und wärmenden Stoffe dienen dazu, das Nestinnere auszupolstern und die zunächst nackten Nestlingen vor Kälte zu schützen. Eine große Rolle spielen klebrige Spinnenfäden, mit denen manche Vögel das Nistmaterial zusammenhalten. Ein Beispiel ist das Nest der Schwanzmeisen, bei dem manchmal 1000 bis 2000 Federn auf diese Art verkleben sind.
Am BodenSand, Kiesel, Schlamm, Erde
Eine ganze Reihe von Vögeln (Mehlschwalben, Kleiber) verwendet Schlamm oder Modder, um das Nest zu formen und an Felsen oder Gebäude zu kleben. Für besseren Halt sorgt oft der eigene Speichel, der das Material verkittet. Vogelarten, die am Meer brüten, flechten in der Regel kein kunstvolles Nest, sondern begnügen sich mit einer Mulde im Sand (Sandregenpfeifer) oder zwischen Kieseln (Flussseeschwalbe). Manche Arten ordnen Muscheln oder Kiesel als Nestbegrenzung an, andere verwenden den feuchten Untergrund ihres Lebensraums. Der Rosaflamingo und verwandte Arten legen auf Schlammkegeln für die Eiablage und Jungenaufzucht spezielle Nestmulden an.
Unter den sogenannten Feldvögel legen viele Arten (Feldlerche, Rebhuhn) Bodennester an. Dazu wird eine bestehende oder frisch ausgescharrte Vertiefung mit alten Gräsern und anderen trockenen Halmen ausgekleidet.
Am WasserSchilfrohr, Halme, Algen und Seegras
Vögel, die im Binnenland an Gewässern leben, nutzen oft Schilfrohr, um ein Nest zu bauen (Höckerschwan) und/oder um es zu befestigen (Drosselrohrsänger). Andere Arten, die an Seen oder ruhigen Gewässern leben, legen in der Uferzone Nester aus Zweigen und Wasserpflanzen an, die als Plattform auf dem Wasser liegen (Haubentaucher).
Manche Seevögel legen in Felsnischen etwas pflanzliches Nistmaterial ab, das sie am Ufer auflesen und mit Schlamm verbinden (Dreizehenmöwe). Andere nutzen Algen und Seegras, um eine einfache Unterlage für das Ei zu schaffen (Basstölpel).
Kein oder wenig Nistmaterial

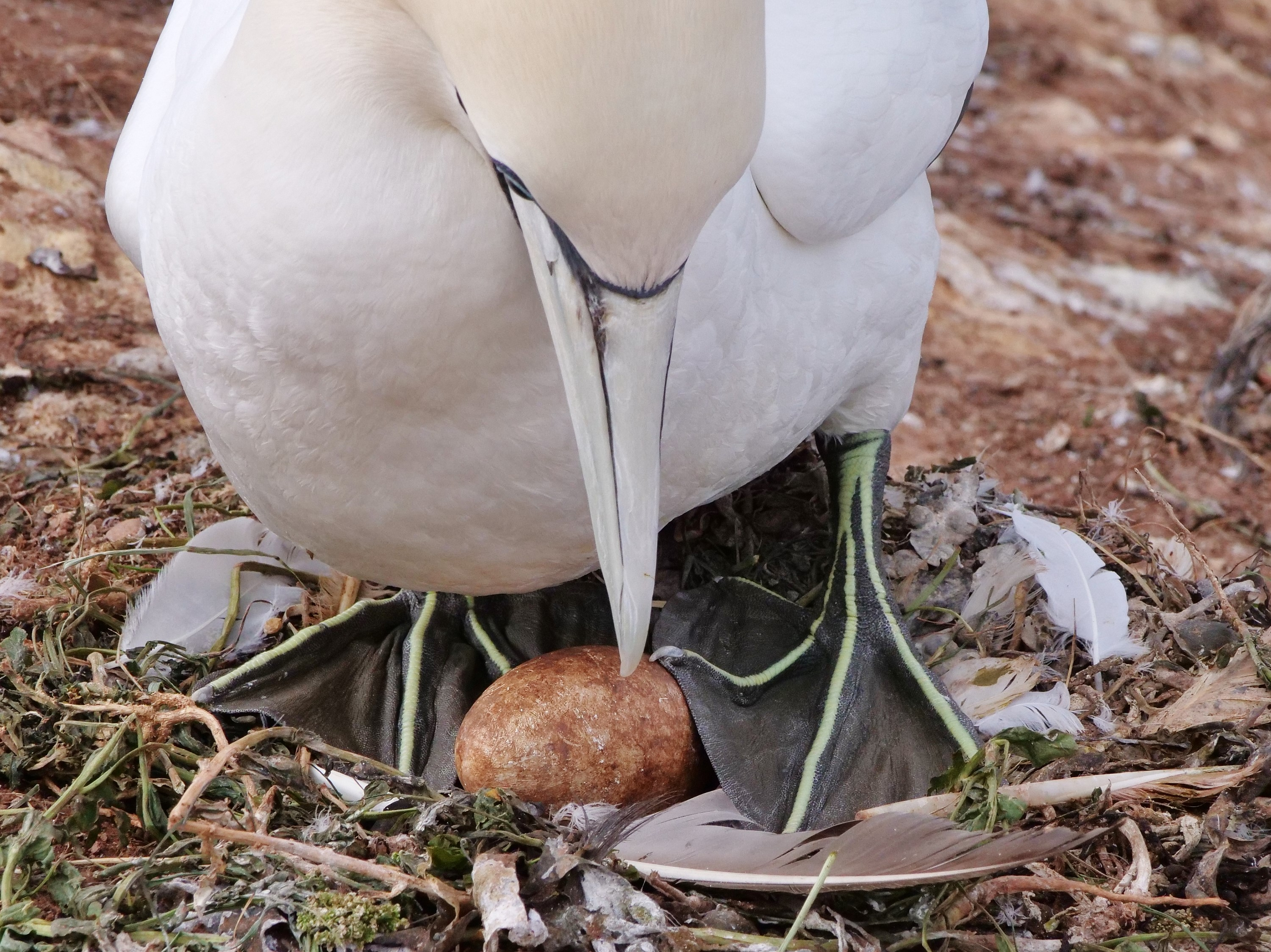
Unscheinbares Nest des Basstölpels mit Ei

Es gibt einige Beispiele für das Brüten ohne eine nestartige Unterlage. Dazu zählt die Feenseeschwalbe. Auch die Pinguine der Antarktis, etwa Kaiserpinguine, bauen kein Nest, sondern brüten das Ei, das auf ihren Füßen liegt und von einer Bauchfalte bedeckt ist, aus.
Höhlenbrüter nutzen selten spezielles Nistmaterial. In den Bruthöhlen von Spechten liegt am Boden oft Späne, die beim Aushöhlen des Baumstamms ins Innere gefallen ist und für ein gewisse Polsterung sorgt. Die selbst gegrabenen Bruthöhlen, die von manchen Vogelarten am Steilufer von Flüssen oder an Steilküsten angelegt werden (Eisvogel, Uferschwalbe, Bienenfresser) werden nicht mit Nistmaterial ausgekleidet. Ohne Nistmaterial werden zum Beispiel auch Turmfalken groß – unabhängig davon, ob sie in einer Felsnische oder in einem Kirchturm aufwachsen.
Bei Vogelarten, die in Kolonien brüten und an Orten, wo Nistmaterial rar ist, stehlen die Nachbarn einander Nistmaterial. Das lässt sich u. a. bei Basstölpeln beobachten.

### Nistmaterial mit Sonderfunktion
Auch in das fertige Vogelnest wird noch Baumaterial eingetragen. Die pflanzlichen Stoffe werden offenbar nicht (nur) zur Reparatur verwendet, sondern weil sie die Hygiene verbessern, Schädlinge fernhalten oder kurzfristige antibiotische Wirkung haben. Dabei handelt es sich zum Teil um Pflanzen, die in ihren Blättern oder Blüten ätherische Öle oder Gerbstoffe enthalten. Die Wahl erfolgt spezifisch, z. B. wählen Greifvögel außer gerbstoffreichen Eichenblätter auch grüne Zweige von Kiefern und Fichten. Stare tragen manchmal die aromareichen Blüten von Schafgarbe und der Wilde Möhre ein. Sperlinge brachten in Mexiko nikotinhaltige Zigarettenstummel ins Nest, was damit erklärt wird, dass das Gift Ektoparasiten fernhält. (Vor die Wahl gestellt, nutzten die Sperlinge häufiger nikotinhaltige Zigarettenstummel als nikotinfreie Filter.)

### Industrielle Materialien

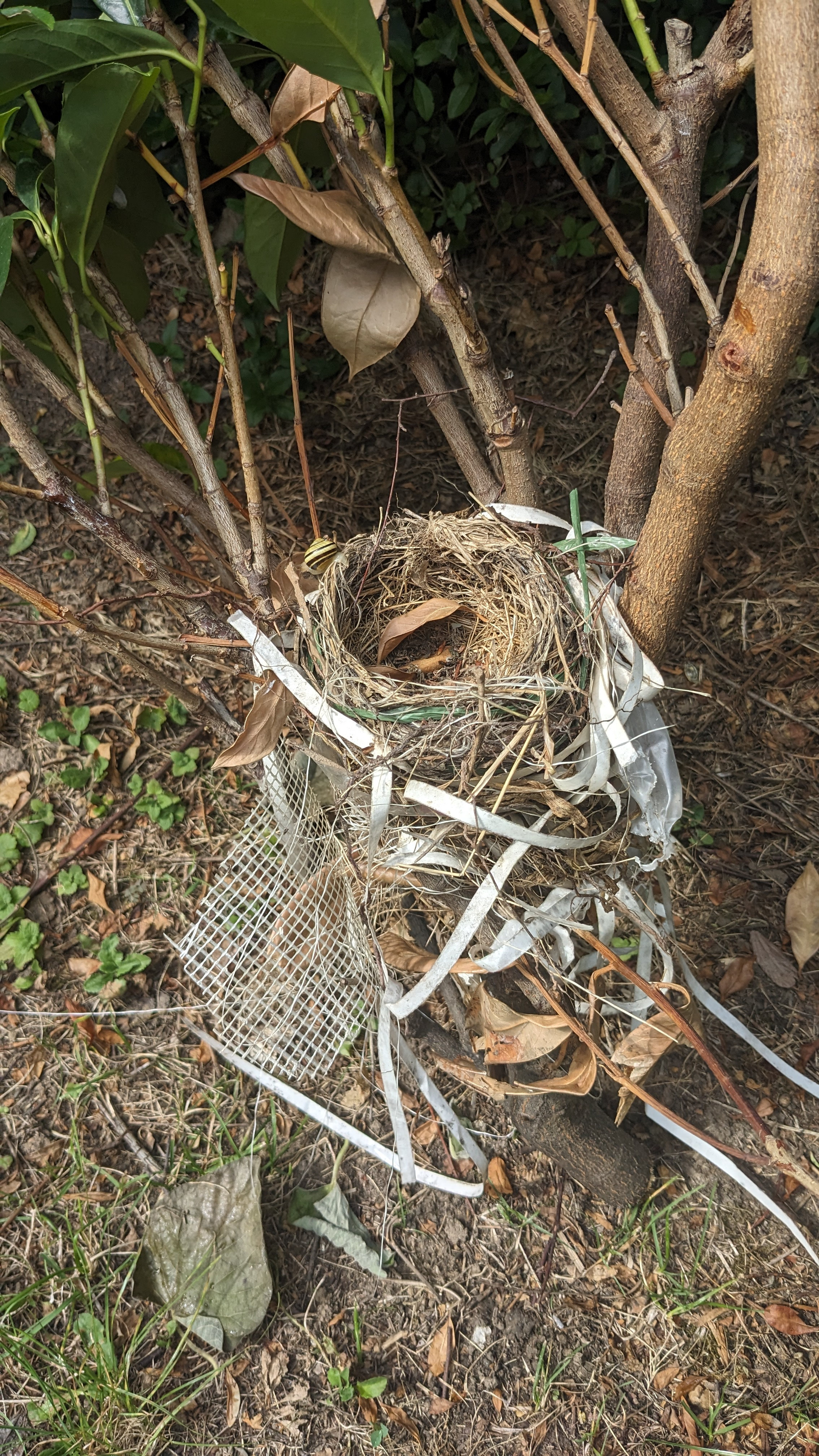
Nest mit Baustellenmaterial an einem (abgesägten) Kirschlorbeerzweig

Vögel verwenden beim Nestbau nicht nur natürliche Stoffe als Baumaterial, sondern auch von Menschen gefertigte Dinge, die sie entwenden oder im nicht ordnungsgemäß entsorgten Müll finden. In den 1940er Jahren berichtete E. Nagy von Eisendraht, Eisenbandstücken und Netzmaterial in Elsternestern an der Küste vom Nordpolarmeer. Andere Ornithologen fanden in Nestern von Elstern zerschnittene Telefondrähte oder Vogelabwehrdraht mit scharfkantigen Spitzen. Angesichts ihrer bekannten Vorliebe, beim Nestbau stachelige Zweige zu verwenden, sind Spieße im Außenbereich des Nestes nicht verwunderlich.
Auch kleine Singvögel verwenden industriell gefertigte Materialien. In den Nachkriegsjahren fanden sich in ihren Nestern Stanniolfäden, die von Bombern abgeworfen worden waren, um die Flugabwehr zu irritieren. Drosselrohrsänger in Makedonien haben rotbraunes Garn verwebt, mit denen Fischer ihre Netze flicken. Ein Rabenkrähennest bestand hauptsächlich aus Drahtstückchen, inklusive des Eisengerüst einer Windpumpe.
Die Verwendung industriell gefertigter Materialien birgt vielerlei Risiken. Sie sind scharfkantig, verrotten nicht – erzeugen daher auch keine Nestwärme – und zerreißen nicht. Vögel die sich in ihnen verfangen, sind dem Tod geweiht. Hochgradig gefährdet sind etwa Seevögel, die statt Algen farbige Kunststofffäden von zerfetzten Fischernetzen aus dem Wasser holen und ins Nest eintragen. Viele junge Basstölpel verheddern sich darin und kommen durch Strangulation qualvoll zu Tode.
Auch der Müll, der in Form von Taschentuchpäckchen, FFP2-Masken oder Flachmännern in Weißstorchnestern gelangt, tötet Jungvögel. Denn das Material führt zu Nässestau und gefährlichem Auskühlen der Jungstörche. Kleine Vögel nutzen ebenfalls Plastikmüll beim Nestbau: Cellophanfetzen, Paketband, Klebeband, Bonbonpapier, Angelschnüre …

## Künstliche Nester

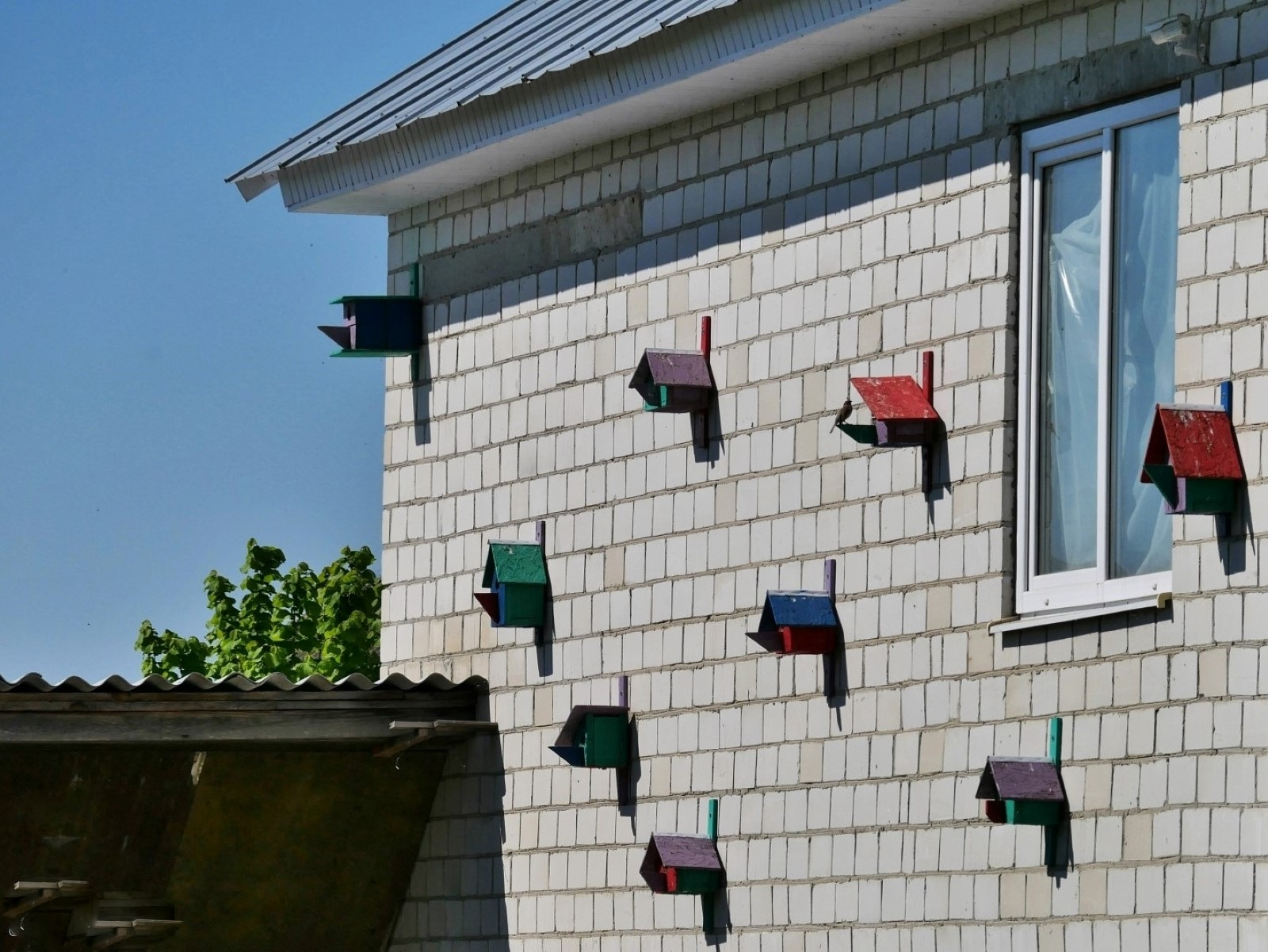
Nisthilfen für Spatzen an einer Hausfassade (Belarus)

Da viele Menschen sich an Vögeln erfreuen – auch als Boten des Frühjahrs oder des Glücks – oder aber sie als Insektenvernichter schätzen, bringen sie Nistunterlagen, einfache Nisthilfen oder Nistkästen in Gärten oder an ihren Häusern an. Manche sind einfach konstruiert und selbst gebaut, andere unterliegen der Mode.

## Funktionen des Nests
Der Bau und die Eigenschaften von Vogelnestern unterliegen der natürlichen Selektion. Sie sichern gewissermaßen das Überleben der Nachkommen, also des genetischen Materials der Eltern, indem sie für die sichere und erfolgreiche Entwicklung von Eiern und Jungvögeln sorgen und zugleich dem physischen Schutz der Altvögel dienen.
Für das Nest wird üblicherweise ein Standort gewählt, an dem der Brutplatz und die Jungvögel gut getarnt und vor Prädatoren aus der Luft und am Boden möglichst sicher sind.
Dort, wo Vögel ein Nest bauen, ist in der Regel auch Nahrung nicht weit: Fischadler brüten auf Bäumen an Gewässern, wo sie fischen können, Stare oftmals in Gärten, wo sie außer Insekten auch allerlei Beeren finden und verfüttern können.
Auch die klimatischen Bedingungen müssen stimmen. Darum finden sich in einer ariden Umgebung Nester eher an einem vergleichsweise kühlen Ort, während es für andere Arten, etwa die Eiderente an der Meeresküste, von Vorteil ist, einen windgeschützten Platz zu nutzen.
In Vogelnestern breiten sich leicht Parasiten aus. Für Hygiene sorgen Vogeleltern, indem sie die Kotballen hinaustransportieren oder aromatisches Pflanzenmaterial mit biozider oder antimikrobieller Wirkung eintragen. Beim Weißstorch lässt sich leicht beobachten, dass die Jungstörche über den Nestrand hinweg nach außen koten.
Es gibt allerdings auch Funktionen von Nestern, die über den Zweck der sicheren Jungenaufzucht hinausgehen. Denn die sexuelle Selektion ist nicht darauf beschränkt, dass der zukünftige Partner von kräftiger Statur ist und etwa anhaltend singt oder Rivalen effektiv in die Flucht schlägt, sondern auch externe Attribute wie ein stabil geflochtenes Nest, können etwa ein Webervogelweibchen von einem bestimmten Partner überzeugen. Dahinter steckt die Idee des „erweiterten Phänotyps“.

## Arbeitsaufteilung beim Nestbau

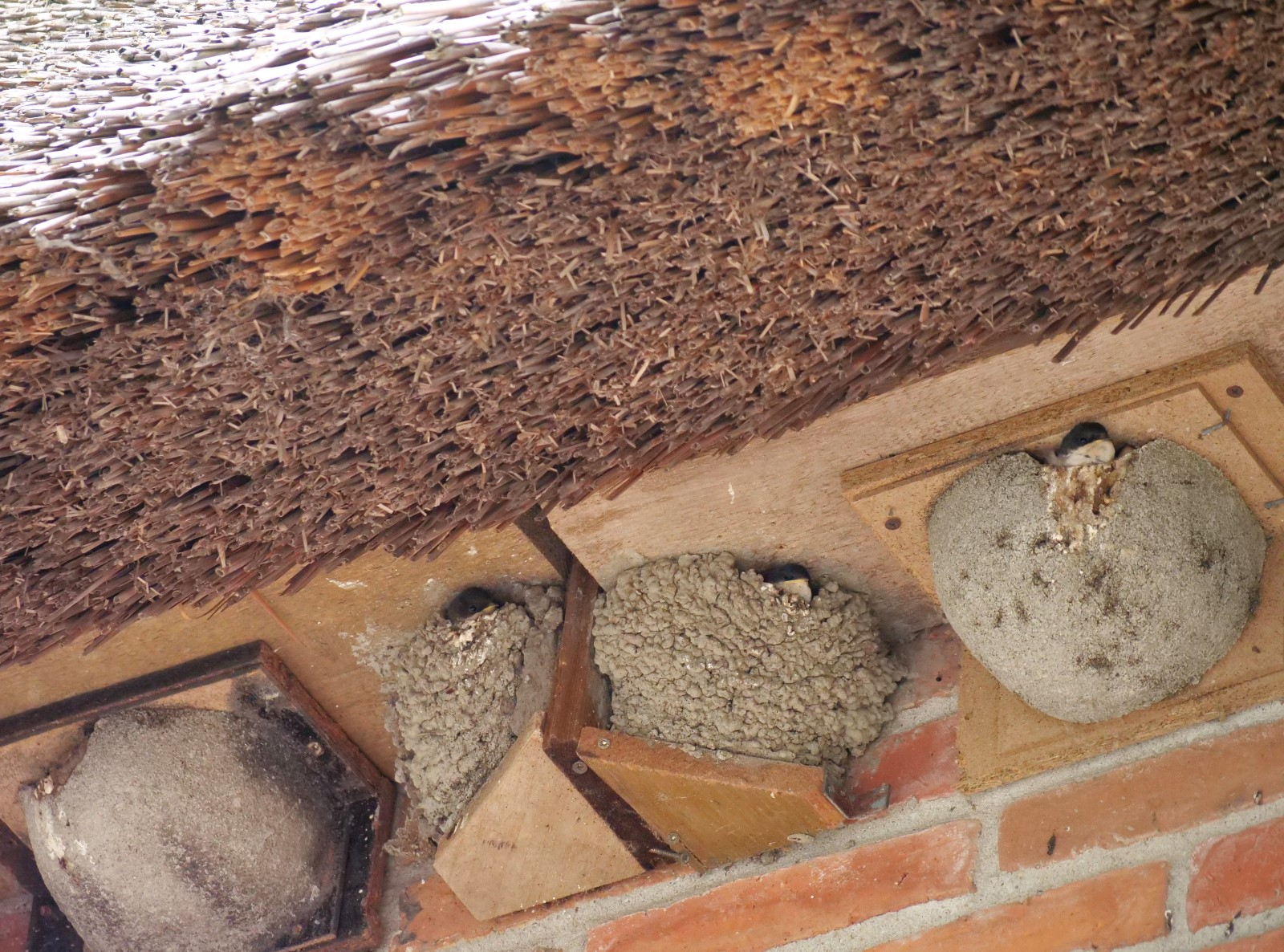
Mehlschwalben bauen gemeinsam oder übernehmen ein Kunstnest

Ob und mit wie viel Aufwand die männlichen beziehungsweise weiblichen Vögel sich am Nestbau beteiligen, ist vor allem eine Frage der Artzugehörigkeit. Vielfach bauen die Partner gemeinsam, dann trägt häufig das Männchen passendes Nistmaterial herbei, während das Weibchen gewissermaßen für die Anordnung und den Innenausbau zuständig ist. Bei manchen Vogelarten bauen die Weibchen ganz alleine, bei anderen die Männchen. Dazu einige Beispiele aus der heimischen Vogelwelt:
Gemeinsam bauen die Mehl- und die Rauchschwalbe. Auch bei Aaskrähen, bei Elstern und Dohlen wird partnerschaftlich gebaut – wobei hier teilweise arbeitsteilig vorgegangen wird: die Männchen sind vor allem Nistmaterialzuträger. Auch Höckerschwan und Weißstorch bauen gemeinsam. Ausgesprochen gleichberechtigt geht es beim Haus- und Feldsperling zu.
Dass nur die Weibchen bauen, ist für einen Teil der Finkenvögel typisch: Grünfink, Stieglitz, Buchfink, Girlitz usw. Allerdings werden sie dabei von ihrem Partner begleitet, das heißt, er ist anwesend. Beim Nestbau auf sich alleine gestellt sind weibliche Blaumeisen und die Drossel- und Teichrohrsänger.
Bei manchen Vogelarten beginnen die Männchen alleine mit dem Nestbau und setzen ihre Aktivität dann fort, wenn sich ein weiblicher Vogel für sie und die Anlage interessiert. So ist es bei der Beutelmeise, wo dann das Paar gemeinsam weiterbaut, sobald Nest und Partner vom Weibchen akzeptiert worden sind. Andernfalls beginnt das Männchen an anderer Stelle mit einem neuen Nest.

## Nestbauverhalten und sexuelle Selektion
Studien haben ergeben, dass weibliche Beutelmeisen größere Nestanlagen gegenüber kleineren bevorzugen und an solchen ein erhöhtes Investment bei der Brutpflege an den Tag legen. Beim Zaunkönig baut das Männchen eines oder mehrere Nester. Hat sich ein Weibchen entschieden, polstert sie das zukünftige Brutnest mit Federn aus. Beide Vogelarten gelten als klassische Beispiele dafür, dass das Nest als Signal für die Fitness des männlichen Partners fungiert; im Sinne von sexueller Selektion und passend zum Konzept des erweiterten Phänotyps.
Seit einigen Jahren wird eine Diskussion über den Widerspruch von natürlicher und sexueller Selektion für die Optimierung von Nestanlagen geführt: Voluminöse Nester sind bei manchen Arten für Weibchen attraktiver – und damit der Erbauer. Andererseits favorisiert die natürliche Selektion kleine Nester, da sie zum Beispiel weniger auffällig für Prädatoren und mit weniger Aufwand zu konstruieren sind.